# 谢朗斯
谢朗斯（法語：Chérence，法語發音：[ʃeʁɑ̃s] ⓘ）是法国法兰西岛大区瓦兹河谷省的一个市镇，属于蓬图瓦兹区。

## 地理
谢朗斯（49°5'21"N, 1°40'35"E）面积8.47 平方千米，位于法国法蘭西島大區瓦兹河谷省，该省份为法国北部内陆省份，北起瓦兹省，西接厄尔省，南至塞纳-圣但尼省、上塞纳省和伊夫林省，东临塞纳-马恩省。
与谢朗斯接壤的市镇（或旧市镇、城区）包括：绍西、阿姆尼库尔、拉罗什吉永、欧特伊勒、韦特伊、维莱昂纳尔蒂。

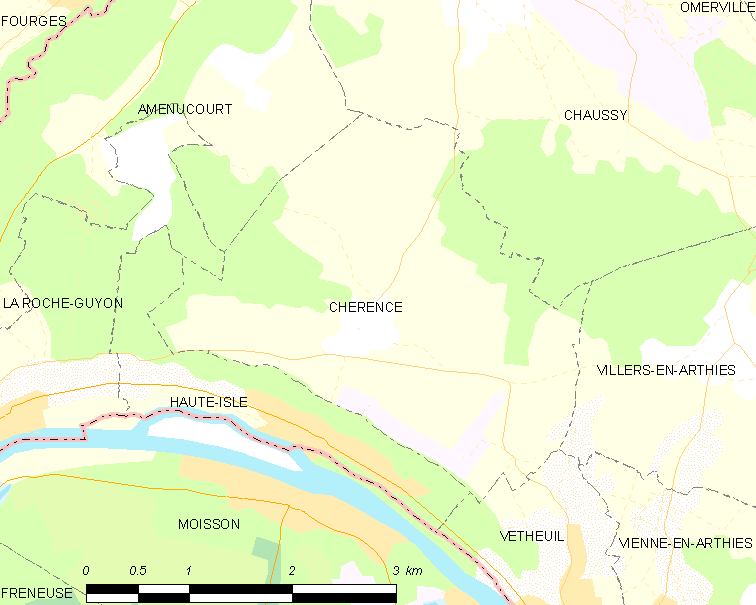
谢朗斯的OSM定位图

谢朗斯的时区为UTC+01:00、UTC+02:00（夏令时）。

## 行政
谢朗斯的邮政编码为95510，INSEE市镇编码为95157。

## 政治
谢朗斯所属的省级选区为沃雷阿勒县。

## 人口

1962-2008年间谢朗斯人口变化图示

谢朗斯于2022年1月1日时的人口数量为128人。